# Gazprom Hungarian Open 2017
Gazprom Hungarian Open 2017 byl tenisový turnaj pořádaný jako součást mužského okruhu ATP World Tour, který se odehrával v areálu Nemzeti Edzés Központ na otevřených antukových dvorcích. Probíhal mezi 24. až 30. dubnem 2017 v maďarské metropoli Budapešti jako premiérový ročník turnaje. V kalendáři okruhu ATP World Tour nahradil bukurešťskou událost BRD Năstase Țiriac Trophy.
Turnaj s rozpočtem 540 310 eur patřil do kategorie ATP World Tour 250. Nejvýše nasazeným hráčem ve dvouhře se stal čtrnáctý tenista světa Lucas Pouille z Francie, který v duelu druhého kola odvrátil mečboly z rakety Jiřího Veselého. Jako poslední přímý účastník do hlavní singlové soutěže nastoupil kazašský 90. hráč žebříčku Michail Kukuškin.
Druhou singlovou trofej na okruhu ATP Tour vybojoval Lucas Pouille. Také druhý společný titul ze čtyřhry získal americko-chorvatský pár Brian Baker a Nikola Mektić.

## Rozdělení bodů
| Soutěž  | vítězové | finalisté | semifinalisté | čtvrtfinalisté | 16 v kole | 32 v kole | Q  | Q3 | Q2 | Q1 |
| ------- | -------- | --------- | ------------- | -------------- | --------- | --------- | -- | -- | -- | -- |
| dvouhra | 250      | 150       | 90            | 45             | 20        | 0         | 12 | 6  | 0  | 0  |
| čtyřhra | 250      | 150       | 90            | 45             | 0         | —         | —  | —  | —  | —  |

### Finanční odměny
| Soutěž                              | vítězové | finalisté | semifinalisté | čtvrtfinalisté | 16 v kole | 32 v kole | Q | Q2     | Q1     |
| ----------------------------------- | -------- | --------- | ------------- | -------------- | --------- | --------- | - | ------ | ------ |
| dvouhra                             | €85 945  | €45 265   | €24 520       | €13 970        | €8 230    | €4 875    | — | €2 195 | €1 100 |
| čtyřhra                             | €26 110  | €13 730   | €7 440        | €4 260         | €2 490    | —         | — | —      | —      |
| částka ve čtyřhře je uvedena na pár |          |           |               |                |           |           |   |        |        |

## Mužská dvouhra

### Nasazení
| Stát                          | Hráč              | ATP | Nasazení |
| ----------------------------- | ----------------- | --- | -------- |
| Francie                       | Lucas Pouille     | 17. | 1.       |
| Chorvatsko                    | Ivo Karlović      | 21. | 2.       |
| Itálie                        | Fabio Fognini     | 29. | 3.       |
| Španělsko                     | Fernando Verdasco | 31. | 4.       |
| Francie                       | Gilles Simon      | 32. | 5.       |
| Itálie                        | Paolo Lorenzi     | 37. | 6.       |
| Srbsko                        | Viktor Troicki    | 38. | 7.       |
| Argentina                     | Diego Schwartzman | 41. | 8.       |
| Žebříček ATP k 17. dubnu 2017 |                   |     |          |

### Jiné formy účasti
Následující hráči obdrželi divokou kartu do hlavní soutěže:
- Fabio Fognini
- Márton Fucsovics

Následující hráči postoupili z kvalifikace:
- Aljaž Bedene
- Laslo Djere
- Bjorn Fratangelo
- Maximilian Marterer

Následující hráči postoupili z kvalifikace jako tzv. šťastní poražení:
- Marius Copil
- Jevgenij Donskoj
- Serhij Stachovskyj

### Odhlášení
před zahájením turnaje
- Federico Delbonis (poranění kvadricepsu stehna)[2] → nahradil jej  Marius Copil
- Alexandr Dolgopolov → nahradil jej  Damir Džumhur
- Marsel İlhan (nezpůsobilý pro divokou kartu)[2] → nahradil jej  Jevgenij Donskoj
- Adrian Mannarino (poranění pravé kyčle)[2] → nahradil jej  Serhij Stachovskyj

### Skrečování
- Daniil Medveděv (poranění levé dolní končetiny)[2]
- Florian Mayer (nemoc)[2]

## Mužská čtyřhra

### Nasazení
| Stát                                                                     | Hráč                 | Stát       | Hráč          | ATP | Nasazení |
| ------------------------------------------------------------------------ | -------------------- | ---------- | ------------- | --- | -------- |
| Rakousko                                                                 | Oliver Marach        | Chorvatsko | Mate Pavić    | 65. | 1.       |
| Filipíny                                                                 | Treat Conrad Huey    | Bělorusko  | Max Mirnyj    | 69. | 2.       |
| Kolumbie                                                                 | Juan Sebastián Cabal | Kolumbie   | Robert Farah  | 76. | 3.       |
| USA                                                                      | Brian Baker          | Chorvatsko | Nikola Mektić | 88. | 4.       |
| Žebříček ATP k 17. dubnu 2017; číslo je součtem umístění obou členů páru |                      |            |               |     |          |

### Jiné formy účasti
Následující páry obdržely divokou kartu do hlavní soutěže:
- Attila Balázs /  Gábor Borsos
- Marius Copil /  Márton Fucsovics

## Přehled finále

### Mužská dvouhra
- Lucas Pouille vs.  Aljaž Bedene, 6–3, 6–1

### Mužská čtyřhra
- Brian Baker /  Nikola Mektić vs.  Juan Sebastián Cabal /  Robert Farah, 7–6(7–2), 6–4